# Catocala separata
Catocala separata là một loài bướm đêm thuộc họ Erebidae. Nó được tìm thấy ở Balkan, Địa Trung Hải part of miền nam Thổ Nhĩ Kỳ và the Levant.
Có một lứa một năm. Con trưởng thành bay từ tháng 5 đến tháng 7.
Ấu trùng có thể ăn Quercus.